# Pia Mancini
Pia Mancini là một nhà khoa học và nhà hoạt động chính trị đến từ Argentina.
Bà là đồng sáng lập của Democracy Earth và Open Collective.

## Sự nghiệp
Mancini đã làm việc cho Unión Celeste y Blanco, một đảng chính trị Argentina, từ năm 2010 đến năm 2012, nhưng không hài lòng do việc thiếu tiếp xúc với người dân. Sau đó bà bắt đầu Nền tảng Dân chủ Net, một tổ chức phi lợi nhuận, để hỗ trợ công dân tham gia vào chính phủ thông qua việc sử dụng công nghệ. Năm 2012, quỹ phát hành DemocracyOS, một ứng dụng trực tuyến cho phép các công dân nắm bắt, thảo luận và "bỏ phiếu" về những luật mới. Như một bước tiếp theo, bà cùng các cộng sự thành lập Đảng Net, một đảng chính trị Argentina cam kết hành động theo mong muốn của mọi người như đã thể hiện trực tuyến.
Năm 2013, bà đồng sáng lập tổ chức phi lợi nhuận Democracy Earth, có trụ sở tại Palo Alto, California, cung cấp nền tảng trực tuyến cho các nhóm chính trị, và vào tháng 1 năm 2016, bà đồng sáng lập Open Collective, cung cấp nền tảng cho các nhóm dự án dự án mã nguồn mở
để thu thập và chi tiêu tiền một cách minh bạch.
Cuộc nói chuyện TED  của bà,  How to Upgrade Democracy for the Modern Era (Nâng cấp nền dân chủ trong thời đại Internet), được hơn một triệu lượt xem.